# Kulturparken Småland

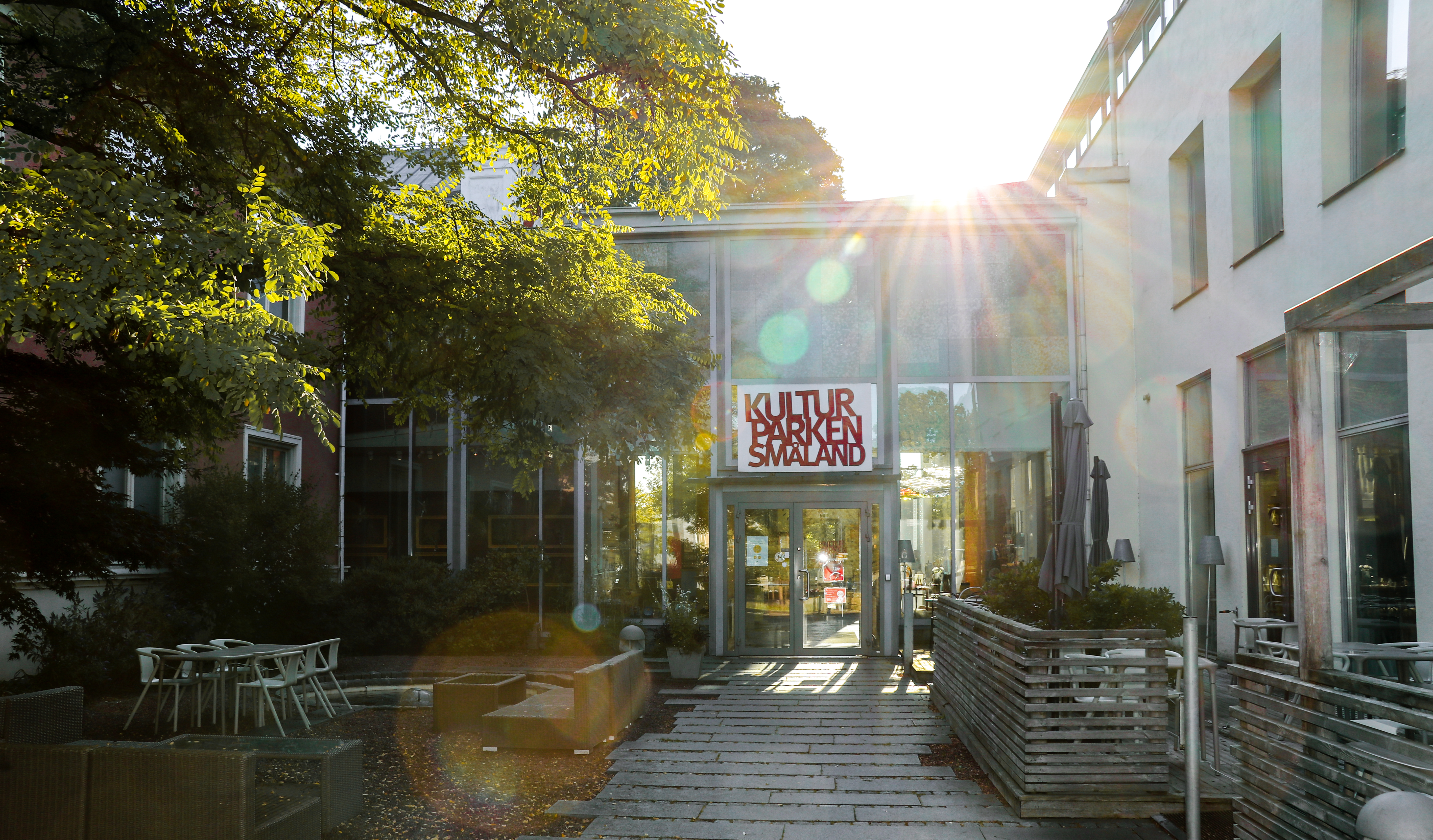
Entré till Smålands museum i Växjö, en del av Kulturparken Småland

Kulturparken Småland AB är ett 2009 bildat offentligägt bolag med syfte att samordna och utveckla kulturarvsfrågor inom Kronobergs län. Kulturparken Småland ägs av Region Kronoberg till 59 procent och Växjö kommun till 41 procent. Bolaget har sitt säte och museum i Växjö men bedriver verksamhet i hela Kronobergs län.
I Kulturparken Småland ingår ett flertal verksamheter: Smålands museum, Sveriges glasmuseum, Utvandrarnas hus, Kronobergs slottsruin, Kronobergs lantbruksmuseum, Kulturarvscentrum Småland, Kronobergsarkivet och S/S Thor. Kulturparken Småland har samarbets- och samverkansavtal med föreningen Kronobergsarkivet, Stiftelsen Smålands museum samt Stiftelsen Svenska Emigrantinstitutet vilka själva har sina egna styrelser. Stiftelsen Smålands Museum kvarstår som ägare av museibyggnad och samlingar, och Föreningen Kronobergsarkivet för folkrörelse- och lokalhistoria kvarstår som ägare av arkivmaterial. 
Kulturparken Småland AB hade 55 anställda 2011 och en omsättning på 38 miljoner kronor, varav ett sammanlagt bidrag på omkring 17,8 miljoner kronor från staten, Region Kronoberg och Växjö kommun.
Kulturparken Småland fick 2012 utmärkelsen Årets museum. 
2014 invigdes Kulturarvscentrum vilket är, bland annat, arkiv och magasin för Smålands museum samlingar.